# Ardisia valida
Ardisia valida är en viveväxtart som beskrevs av Mez. Ardisia valida ingår i släktet Ardisia och familjen viveväxter. Inga underarter finns listade i Catalogue of Life.